# Transporte en San Marino

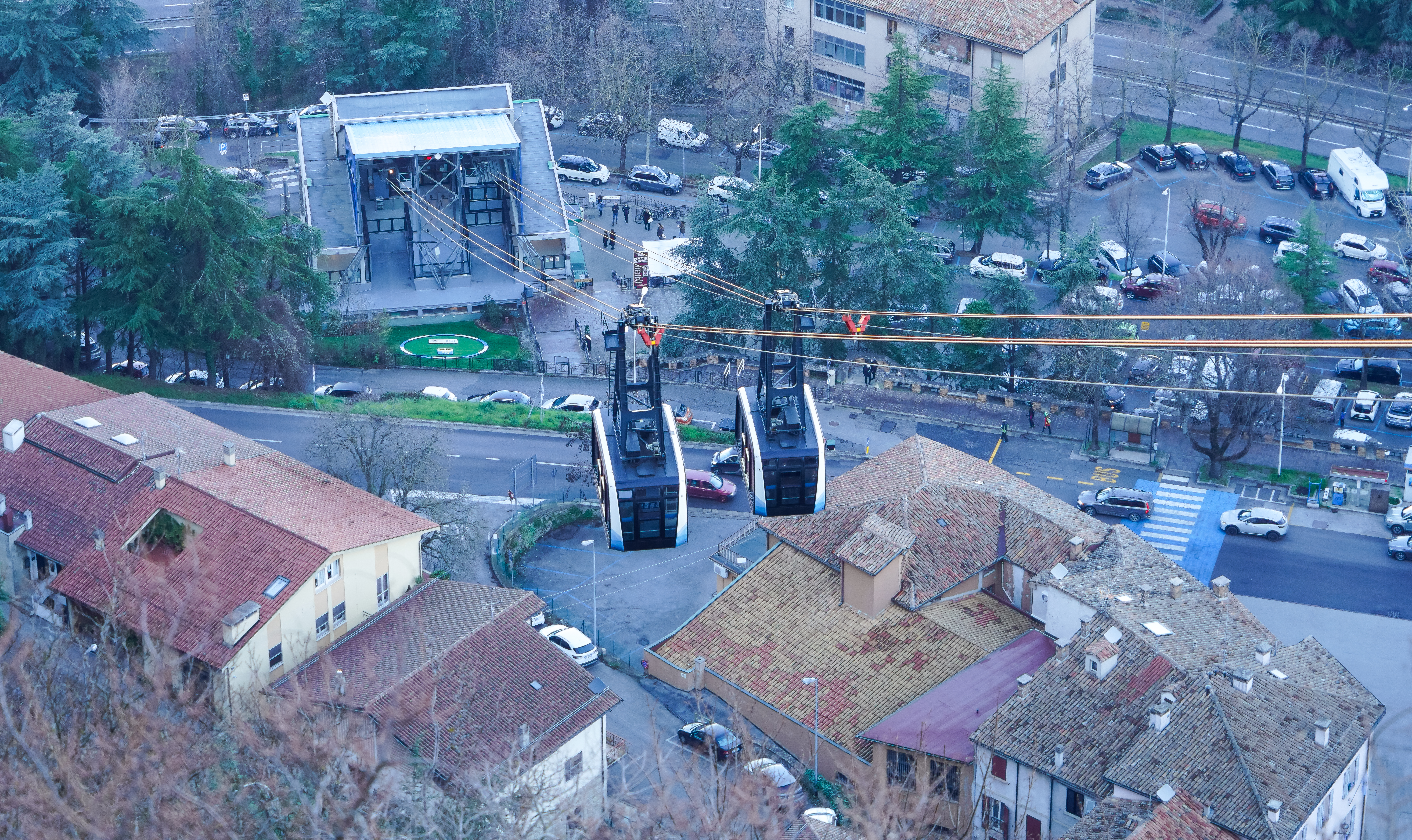
Teleférico San Marino - Borgo Maggiore

No hay ferrocarril en San Marino. Las vías existentes fueron destruidas en la Segunda Guerra Mundial. Para llegar por vía férrea se utiliza la italiana, hasta la estación de Rímini.
Existe un teleférico de 1,5 km que une la capital con Borgo Maggiore.  Hay 220 km de carreteras.  
El pequeño país carece de aeropuerto, por lo que se utiliza el aeropuerto de la ciudad italiana de Rímini, muy cercano a la frontera de San Marino. 
- Datos: Q951626
- Multimedia: Transport in San Marino / Q951626